# Liste der Tore des Jahres (Italien)
Die Auszeichnung Italiens Tor des Jahres wurde von 2004 bis 2010 und seit 2018 jährlich für das beste Tor in der Serie A vergeben. Die Auszeichnung war eine Nebenkategorie der sogenannten Oscar del Calcio, da der Sieger nicht von der Fußballspielervereinigung Associazione Italiana Calciatori, sondern mit einer Onlineumfrage ermittelt wurde. Seit 2018 ist die Kategorie wieder Bestandteil der jährlichen Verleihung Gran Galà del Calcio und seit 2019 wird dabei auch das Tor des Jahres der Frauen geehrt. Seit 2018 bezieht sich die Auszeichnung nicht mehr auf das Kalenderjahr, sondern auf die Spielzeit der Serie A welche im Jahr der Auszeichnung beendet wurde. Neben dieser Auszeichnung ehrt seit der Saison 2021/22 auch die Liga Serie A in den Serie-A-Liga-Awards ein Tor der Saison sowie die jeweiligen Tore des Monats.

## Tor des Jahres der Männer
| Jahr                 | Spieler                | Nation           | Verein            | Spielpaarung                                        |                  |
| Oscar del Calcio     | Oscar del Calcio       | Oscar del Calcio | Oscar del Calcio  | Oscar del Calcio                                    | Oscar del Calcio |
| -------------------- | ---------------------- | ---------------- | ----------------- | --------------------------------------------------- | ---------------- |
| 2004                 | Andrij Schewtschenko   | Ukraine          | AC Mailand        | 6. Januar 2004: AS Rom 1:2 AC Mailand               | [ 1 ]            |
| 2005                 | Francesco Totti        | Italien          | AS Rom            | 26. Oktober 2005: Inter Mailand 2:3 AS Rom          | [ 2 ]            |
| 2006                 | Francesco Totti (2)    | Italien (2)      | AS Rom (2)        | 26. November 2006: Sampdoria Genua 2:4 AS Rom       | [ 3 ]            |
| 2007                 | Riccardo Zampagna      | Italien (3)      | Atalanta Bergamo  | 16. September 2007: AC Florenz 2:2 Atalanta Bergamo | [ 4 ]            |
| 2008                 | Zlatan Ibrahimović     | Schweden         | Inter Mailand     | 4. Oktober 2008: Inter Mailand 2:1 FC Bologna       | [ 5 ]            |
| 2009                 | Fabio Quagliarella     | Italien (4)      | Udinese Calcio    | 31. Januar 2009: SSC Neapel 2:2 Udinese Calcio      | [ 6 ]            |
| 2010                 | Maicon                 | Brasilien        | Inter Mailand (2) | 16. April 2010: Inter Mailand 2:0 Juventus Turin    | [ 7 ]            |
| Gran Galà del Calcio |                        |                  |                   |                                                     |                  |
| 2018                 | Mauro Icardi           | Argentinien      | Inter Mailand (3) | 29. Spieltag: Sampdoria Genua 0:5 Inter Mailand     | [ 8 ]            |
| 2019                 | Fabio Quagliarella (2) | Italien (5)      | Sampdoria Genua   | 3. Spieltag: Sampdoria Genua 3:0 SSC Neapel         | [ 9 ]            |
| 2020                 | nicht vergeben         | nicht vergeben   | nicht vergeben    | nicht vergeben                                      | nicht vergeben   |
| 2021                 | Mattia Zaccagni        | Italien (6)      | Hellas Verona     | 15. Spieltag: Spezia Calcio 0:1 Hellas Verona       | [ 10 ]           |
| 2022                 | Theo Hernández         | Frankreich       | AC Mailand (2)    | 37. Spieltag: AC Mailand 2:0 Atalanta Bergamo       | [ 11 ]           |
| 2023                 | Chwitscha Kwarazchelia | Georgien         | SSC Neapel        | 26. Spieltag: SSC Neapel 2:0 Atalanta Bergamo       | [ 12 ]           |
| 2024                 | Marcus Thuram          | Frankreich (2)   | Inter Mailand (4) | 4. Spieltag: Inter Mailand 5:1 AC Mailand           | [ 13 ]           |

## Tor des Jahres der Frauen
| Jahr                 | Spielerin            | Nation               | Verein               | Spielpaarung                                |                      |
| Gran Galà del Calcio | Gran Galà del Calcio | Gran Galà del Calcio | Gran Galà del Calcio | Gran Galà del Calcio                        | Gran Galà del Calcio |
| -------------------- | -------------------- | -------------------- | -------------------- | ------------------------------------------- | -------------------- |
| 2019                 | Thaisa               | Brasilien            | AC Mailand           | 6. Spieltag: AC Mailand 3:0 Juventus Turin  | [ 9 ]                |
| 2020                 | nicht vergeben       | nicht vergeben       | nicht vergeben       | nicht vergeben                              | nicht vergeben       |
| 2021                 | Barbara Bonansea     | Italien              | Juventus Turin       | 2. Spieltag: Juventus Turin 4:3 FC Empoli   | [ 10 ]               |
| 2022                 | Martina Rosucci      | Italien (2)          | Juventus Turin (2)   | 5. Spieltag: AS Rom 1:2 Juventus Turin      | [ 11 ]               |
| 2023                 | Manuela Giugliano    | Italien (3)          | AS Rom               | 15. Spieltag: AS Rom 5:0 US Sassuolo Calcio | [ 12 ]               |